# Новозаріцьке
Новозарі́цьке — село в Україні, у Захарівській селищній громаді Роздільнянського району Одеської області. Населення становить 360 осіб.
До 17 липня 2020 року було підпорядковане Захарівському району, який був ліквідований.

## Населення
Згідно з переписом 1989 року населення села становило 342 особи, з яких 157 чоловіків та 185 жінок.
За переписом населення 2001 року в селі мешкало 359 осіб.
За переписом населення 2021 року в селі мешкають 50 осіб[джерело?].

### Мова
Розподіл населення за рідною мовою за даними перепису 2001 року:
| Мова       | Відсоток |
| ---------- | -------- |
| українська | 93,89 %  |
| російська  | 4,44 %   |
| молдовська | 1,39 %   |
| румунська  | 0,28 %   |